# The Poker House
The Poker House ist ein US-amerikanisches Drama aus dem Jahr 2008. Der autobiografische Film ist das Regiedebüt der Drehbuchautorin und Regisseurin Lori Petty. In den Hauptrollen spielen Selma Blair, Chloë Grace Moretz sowie Jennifer Lawrence, die zum ersten Mal eine Hauptrolle übernahm. Im Film spielt sie Agnes, die älteste von drei Schwestern, die ihre beiden jüngeren Geschwister im Hurenhaus ihrer Mutter großzieht.

## Handlung
Der Film konzentriert sich auf einen einzigen Tag im Leben der missbrauchten und vernachlässigten drei Schwestern Agnes (14), Bee (12) und Cammie (8). Ihre Mutter Sarah – eine Frau, die Prostituierte wurde, um die Mädchen zu versorgen – ist von ihrem Zuhälter Duval zu Alkohol- und Drogenmissbrauch gezwungen worden. Aus diesem Grund kümmert sich Sarah nicht um die Mädchen und stellt Agnes in die Position einer Quasi-Mutter der beiden jüngeren Töchter. Die fünf leben im Haus der Mutter, das zugleich als Bordell und Pokerhaus dient. Bei den Bewohnern der Gegend ist es bekannt als „Das Pokerhaus“. Agnes glaubt, dass Duval sie liebe wie ein guter Freund, obwohl er ihre Mutter missbraucht.
Der Film beginnt, als Agnes sehr früh am Morgen nach Hause kommt. Sie beginnt das Haus aufzuräumen und weckt Bee, nachdem sie ihre Verteilroute für die Zeitungen vorbereitet hat. Aus dem Gespräch der beiden geht hervor, dass noch eine weitere Schwester existiert, Cammie, und dass Cammie oft über Nacht im Haus ihrer Freundin Sheila bleibt. Der Film zeigt, dass die Mädchen und ihre Mutter einst eine echte Familie waren. Ihr Vater, ein Prediger, der einmal vor ihren Augen einen Mann geheilt hatte, der zuvor auf einen Rollstuhl angewiesen gewesen war, prügelte seine Frau und die Mädchen. Die vier verließen ihn, und ihre Mutter begann sich zu prostituieren, um über die Runden zu kommen. 
Die Handlung begleitet abwechselnd die einzelnen Mädchen. Es gibt wenig Interaktion zwischen den dreien. Bee spricht von Auszug und einer Betreuung durch Pflegeeltern. Cammie verbringt den Tag in einer Bar, wobei sie sich mit Dolly, der Barbesitzerin, und Stymie, einem Alkoholiker, anfreundet. Agnes fährt durch die Stadt, spricht mit ein paar Freunden, spielt Basketball und holt ein paar ihrer Gehaltsschecks ab. Sie arbeitet unter anderem als Kolumnistin für die Lokalzeitung. Gegen Ende des Tages steigt Agnes durchs Fenster im zweiten Stock in Bees Zimmer, um das Wohnzimmer zu umgehen, das voll von Spielern, Zuhältern und Betrunkenen ist. Bee hat sich in ihrem Zimmer eingeschlossen, um sich wie Agnes dem Chaos im Erdgeschoss zu entziehen. Agnes bringt Bee dazu, das Haus zu verlassen, und sagt ihr, sie solle eine Weile wegbleiben. Dann geht sie nach unten, und ein Fremder beginnt mit ihr zu sprechen. Er fragt sie, warum sie sich hier aufhalte, und sie antwortet ihm, dass das Pokerhaus ihr Zuhause sei und dass es sich bei der Prostituierten um ihre Mutter handle. Der Mann schaut sie mitfühlend an, doch sie wendet sich ab, ehe er etwas entgegnen kann. 
Später am Abend vergewaltigt Duval die hilflos berauschte Agnes. Als er endlich von ihr ablässt, läuft sie ins Bad, um sich zu reinigen. Sie ist völlig traumatisiert. Ihre Mutter betritt das Bad und Agnes wendet sich völlig verzweifelt an sie, erhält aber nur eine betrunkenene und emotionslose Antwort. Während Agnes in der Badewanne kauert und weint, fordert ihre Mutter sie auf, Besorgungen zu machen: Sie soll noch mehr Alkohol und Zigaretten für sie und die Menschen im Haus holen. Dann erzählt sie Agnes von der Zeit, als diese noch ein Baby war, wie sie ein immer größerer Quälgeist geworden sei und immer darum gebeten habe, etwas vorgelesen zu bekommen. Bald darauf hört Agnes, wie Duval von Sarah verlangt, künftig auch Agnes zu prostituieren. Agnes droht Duval zu erschießen und schreit ihre Mutter an, dass er sie vergewaltigt habe. Doch Sarah entgegnet darauf nur, dass sie ihn verteidigen werde. Agnes verlässt sie, um zu ihrem Basketballspiel zu fahren. Nachdem sie in der zweiten Hälfte in sieben Minuten mehr als 20 Punkte erzielt hat (ein Rekord, der für viele Jahre bestehen bleiben wird), hinkt Agnes zum Auto und erleidet einen Zusammenbruch. Dann wischt sie sich die Tränen weg und verdrängt die schrecklichen Ereignisse der Nacht aus ihrem Gedächtnis. Sie fährt los und findet Bee und Cammie bei einer nahe gelegenen Brücke. Die beiden steigen ins Auto, und Agnes verzichtet darauf, ihnen von den Ereignissen des Abends zu berichten. Stattdessen nimmt sie die beiden zum Abendessen mit. Bee berichtet, dass sie, nachdem sie in einer Bar gewesen sei, eine Freundin besucht und Cammie gefunden habe. Dann legt Cammie eine Musikkassette mit „Ain’t No Mountain High Enough“ ein, und der Film endet damit, dass die drei Mädchen das Lied zusammen singen. 
Zu Beginn des Filmabspanns wird geschildert, dass Agnes später Iowa verließ, um nach New York zu gehen, und dort Schauspielerin und Künstlerin wurde. Er legt zudem offen, dass der Film biographisch die Kindheit der Regisseurin und Schauspielerin  Lori Petty nachzeichnet.

## Rezeption
Bei der US-amerikanischen Filmkritik-Website Rotten Tomatoes erhält der Film zu 80 % positive Kritiken bei insgesamt fünf Kritiken. Die durchschnittliche Bewertung liegt bei 6.2/10. John Wheeler von L.A. Weekly bezeichnete The Poker House als einen der persönlichsten und verletzlichsten Filme seit Jahren. Der Filmdienst sah ein „vor allem dank herausragender Darsteller bewegendes Drama, das trotz des harten Stoffs auch hoffnungsvolle Töne anschlägt“.